# Liste der denkmalgeschützten Objekte in Niederthalheim
Die Liste der denkmalgeschützten Objekte in Niederthalheim enthält die 5 denkmalgeschützten, unbeweglichen Objekte der oberösterreichischen Gemeinde Niederthalheim.

## Denkmäler
| Foto |                 | Denkmal                                                                                    | Standort                                            | Beschreibung | Metadaten |
| ---- | --------------- | ------------------------------------------------------------------------------------------ | --------------------------------------------------- | --- | --- |
| ja   | Datei hochladen | Kath. Filialkirche Hl. Kreuz und ehem. Friedhofsfläche HERIS-ID: 67122 Objekt-ID: 80064    | gegenüber Hainbach 1 Standort KG: Niederthalheim    | Ein kleiner spätgotischer einschiffiger Bau mit einem barocken Chor aus dem Jahr 1684.                                                                             | BDA-Hist.: Q38115540 Status: § 2a Stand der BDA-Liste: 2025-06-30 Name: Kath. Filialkirche Hl. Kreuz und ehem. Friedhofsfläche GstNr.: .408                                 |
| ja   | Datei hochladen | Brunnenhaus HERIS-ID: 67123 Objekt-ID: 80065                                               | Hainbach 1, in der Nähe Standort KG: Niederthalheim | | BDA-Hist.: Q38115550 Status: § 2a Stand der BDA-Liste: 2025-06-30 Name: Brunnenhaus GstNr.: .408                                                                            |
| ja   | Datei hochladen | Pfarrhof HERIS-ID: 52435 Objekt-ID: 59214                                                  | Kirchenstraße 4 Standort KG: Niederthalheim         | | BDA-Hist.: Q38051340 Status: § 2a Stand der BDA-Liste: 2025-06-30 Name: Pfarrhof GstNr.: 2452/1                                                                             |
| ja   | Datei hochladen | Kath. Pfarrkirche hl. Margareta und ehem. Friedhofsfläche HERIS-ID: 52436 Objekt-ID: 59215 | neben Kirchenstraße 4 Standort KG: Niederthalheim   | Von der ehemaligen spätgotischen Kirche besteht nur mehr der Chor und der barockisierte Westturm mit Zwiebelhelm. Das Übrige des Sakralbaues wurde 1913 errichtet. | BDA-Hist.: Q25388860 Status: § 2a Stand der BDA-Liste: 2025-06-30 Name: Kath. Pfarrkirche hl. Margareta und ehem. Friedhofsfläche GstNr.: 2452/2 Pfarrkirche Niederthalheim |
| ja   | Datei hochladen | Friedhof christlich HERIS-ID: 67151 Objekt-ID: 80095                                       | neben Kirchenstraße 5 Standort KG: Niederthalheim   | | BDA-Hist.: Q38115591 Status: § 2a Stand der BDA-Liste: 2025-06-30 Name: Friedhof christlich GstNr.: 4292                                                                    |